# Marie Bruneau des Loges
Marie des Loges, née Bruneau en 1585 à Troyes et morte le 1er juin 1641 au château de Laplaud (Oradour-sur-Glane),, est une salonnière française.

## Biographie
Fille de Sébastien Bruneau, homme riche venu demeurer à Paris après être devenu secrétaire du roi, elle suit son père à La Rochelle où celui-ci se retire pour éviter les persécutions en tant que huguenot.

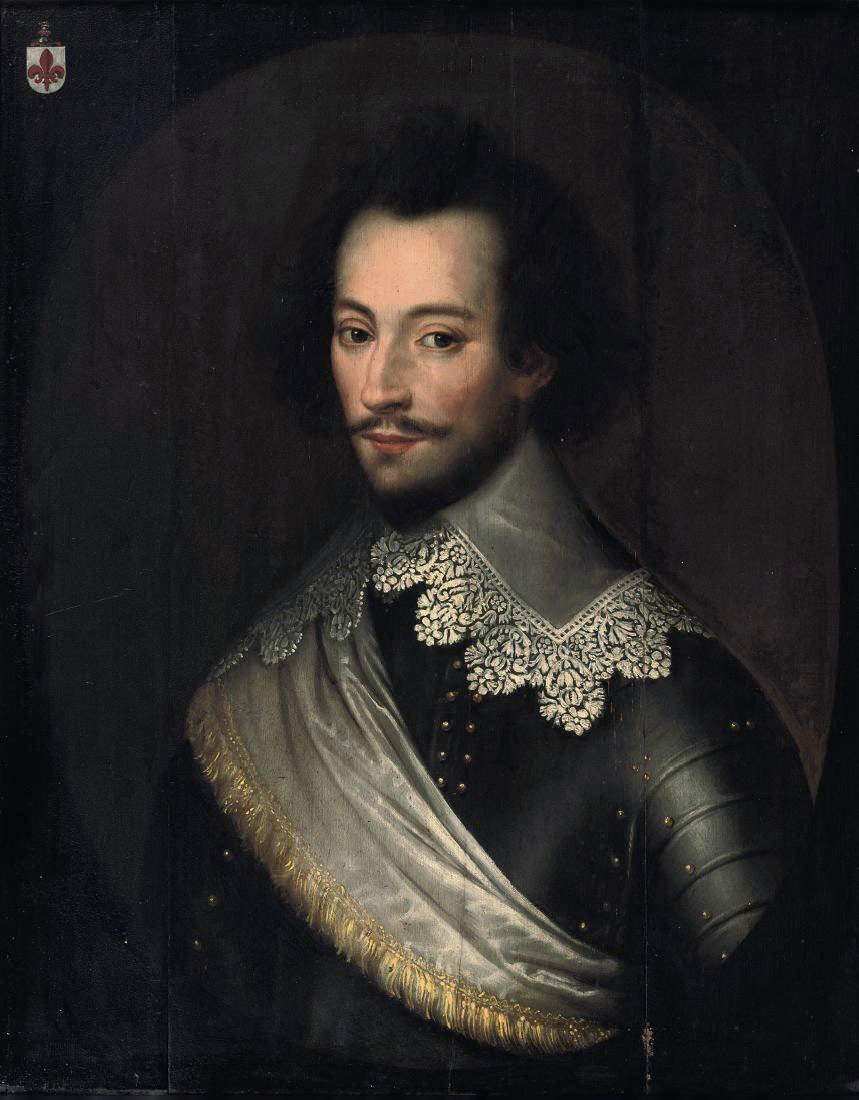
Charles de Rechignevoisin (c.1600-c.1649), fils ainé de Marie Bruneau.

Tallemant rapporte que Marie, quoique la cadette, est mariée la première et que le mariage avec Charles de Rechignevoisin, sieur des Loges, doit être avancé pour cause de grossesse. Elle dit ensuite qu’elle ne savait pas comment cela s’était fait ; que son mari et elle étaient tous deux si jeunes et si innocents, qu’ils ne savaient ce qu’ils faisaient.
En 1629, elle se retire en Limousin chez sa fille aînée, mariée à un M. d’Oradour et ne revient à Paris qu’en 1636.
Les dernières années de sa vie sont traversées par de nombreux deuils. Un de ses fils est tué en 1620 à la bataille de Prague tandis qu’un autre meurt au siège de Bréda (1637).

## Le salon littéraire
Son mari ayant été nommé gentilhomme de la chambre, elle ouvre en 1603 un salon où ses grâces, sa bonne renommée et son esprit brillant en font une célébrité parisienne depuis la fin du règne de Henri IV jusque sous le ministère de Richelieu. Aussi important que celui de Catherine de Rambouillet, son salon est bientôt le rendez-vous de tous les gens à la mode, les grands seigneurs et les lettrés, parmi lesquels Malherbe, Vincent Voiture, Valentin Conrart, Guez de Balzac ou Antoine Godeau. Tous la célèbrent en vers et en prose en l’appelant « la divine », « la dixième muse ». Tous louent sa conversation, comme son style facile, poli, sans affectation, sa gaîté et son dévouement à ses amis.
Selon Tallemant, « Elle avait une liberté admirable en toutes choses ; rien ne lui coûtait : elle écrivait devant le monde. On allait chez elle à toutes heures ; rien ne l’embarrassait. J’ai déjà dit ailleurs qu’elle faisait quelquefois des impromptus fort jolis. On a dit qu’elle était un peu galante. »
Tallemant a dit d’elle que « Comme ç’a été la première personne de son sexe qui ait écrit des lettres raisonnables, et que d’ailleurs, elle avait une conversation enjouée et un esprit vif et accort, elle fit grand bruit à la Cour. » Malheureusement pour Marie des Loges, Monsieur y allait également assez souvent. Comme il se plaint à elle de toutes choses, on l’appelle la linotte de Mme des Loges. Compromise avec Monsieur dans les intrigues politiques qui agitent le règne de Louis XIII, elle suscite l'opposition de Richelieu qui fait interdire les assemblées qui se tiennent chez elle. Marie des Loges juge plus prudent de s’éloigner de Paris en 1629.